# Hans-Werner Grosse
Hans-Werner Grosse var en tysk pilot, som især gjorde sig bemærket indenfor svæveflyvning.

## Opvækst og krigsdeltagelse
Grosse voksede op i mellemkrigsårene, og stiftede bekendtskab med svæveflyvning i Hitler Jugend. Han havarerede med et svævefly og kom slemt til skade.
Under 2. verdenskrig blev han udkommanderet til at være pilot på Junkers Ju 88-bombefly i Luftwaffe. I en portrætudsendelse i Top Gear forklarede han, at det var "skøn[t], indtil fjenden begyndte at skyde på mig".
I 1944 havarerede han på Middelhavet med en brændende motor og måtte på hospitalet i en længere periode. I den sidste del af krigen fløj han Junkers Ju 188 fra Nord-norge mod allierede konvojer. Under tiden fløj han så lavt, at propellernes tipper blev bøjet.

## Svæveflyving
Efter krigen begyndte Grosse igen at svæveflyve, og udmærkede sig både i konkurrencesammenhæng og i særdeleshed ved rekorder. Han opnåede at slå 50 rekorder.
Den 25. april 1972 startede han fra sin hjemmeflyveplads ved Lübeck i det nordlige Vesttyskland og fløj til Biarritz i det sydvestlige Frankrig, en flyvning på 1.460 km. Det blev en verdensrekord, som kom til at stå i over 30 år og endnu gør det i Europa. Turen tog næsten 12 timer, og hjemtransporten blev klaret ved, at hans kone Karin kørte de 1.700 km med flytrailer for at hente ham. Grosse hævdede, at han godt kunne have fløjet lidt længere, men at han ikke vovede at flyve ind i Francos Spanien uden licens hertil.
Grosse fortsatte med at flyve frem til han var over 90 år gammel - ofte i sin eget Eta-svævefly i selskab med konen Karen. De lavede film, som kan ses på deres kanal på YouTube. Eta-flyet har en spændvidde på 31 m og et glidetal på ca. 70.